# Интегрин альфа-E
Интегрин альфа-E (αE, CD103) — мембранный белок, гликопротеин из надсемейства интегринов, продукт гена ITGAE, альфа-субъединица интегрина αEβ7, рецептора E-кадгерина.

## Функции
Интегрин альфа-E/бета-7 (αEβ7) является рецептором для E-кадгерина. Опосредует адгезию тканевых эпителиальных лимфоцитов к эпителиальным клеткам. Белок индуцируется TGFB1.

## Структура
Интегрин альфа-E — крупный белок, состоит из 1161 аминокислоты, молекулярная масса белковой части — 130,2 кДа. N-концевой участок (1106 аминокислот) является внеклеточным, далее расположен единственный трансмембранный фрагмент и внутриклеточный фрагмент (35 аминокислот). Внеклеточный фрагмент включает 7 FG-GAP-повторов, VWFA-домен, до 8 участков N-гликозилирования. Цитозольный участок включает GFFKR-мотив и глутамин-обогащённый участок. 
После ограниченного протеолиза образуются лёгкая и тяжёлая цепи, соединённые дисульфидной связью.

## Тканевая специфичность
Интегрин альфа-E экспрессирован на подклассе T-лимфоцитов, известных как интраэпителиальные лимфоциты, которые локализуются между эпителиальными клетками слизистых покровов.

## См.также
- Интегрины
- Кластер дифференцировки